# Eladio Reyes
Máximo Eladio Reyes Caraza (Chincha Alta, 8 gennaio 1948) è un ex calciatore peruviano, di ruolo attaccante.

## Carriera
Fece parte della Nazionale di calcio del Perù che partecipò al campionato del mondo 1970.